# Ernest Hoorickx
Ernest Hoorickx, né à Bruxelles le 27 janvier 1859 et mort à Ixelles le 28 février 1908, est un peintre belge de paysages et de marines. 

## Biographie

### Famille
Henri Guillaume Ernest Hoorickx, né à Bruxelles, rue de l'Évêque, no 24, le 27 janvier 1859, est le fils de Guillaume Hoorickx (1828-1890), natif de Bruxelles, fabricant, et de Jeanne Elisabeth Musmann, native de Malines en 1833, mariés à Malines le 7 janvier 1858,. Ernest Hoorickx épouse, le 2 juin 1897 à Watermael-Boitsfort, Florentine Hodister (née le 21 avril 1874 à Anvers).

### Formation
Ernest Hoorickx est l'élève de Théodore Verstraete, dont il est le disciple préféré et avec lequel il réside quelque temps dans son atelier à Brasschaat. Théodore Verstraete inculque à Ernest Hoorickx ce sentiment poétiquement réaliste qui inspire ses œuvres.

### Carrière
Ernest Hoorickx est initialement influencé par l'École de Tervueren, mouvement privilégiant un art réaliste, inspiré par la nature et opposé à l'art purement académique et classique. Il peint des paysages en Campine, dans le Brabant et les polders anversois. Progressivement, il se laisse séduire par une forme d'impressionnisme autochtone,.
Il adhère au mouvement L'Union des Arts, dissout en 1885. Ensuite, il devient membre de l'association d'artistes, le cercle Voorwaarts, créé en 1885, et dont l'objectif est la continuation des traditions de l'art national et la lutte contre les tendances du parisianisme jugé décadent. Ernest Hoorickx expose régulièrement aux salons triennaux belges, au Cercle artistique de Bruxelles, de même qu'aux expositions européennes et universelles, où il obtient des récompenses, mais de caractère timide, il est peu connu du grand public car il n'importune pas les critiques de ses sollicitations.
Résidant à Weert, où il possède son atelier en pleine campagne aux bords du Vieil-Escaut, depuis son mariage en 1897, Ernest Hoorickx, meurt, après une longue agonie et une cruelle maladie, à l'âge de 49 ans, le 28 février 1908 à Ixelles, rue du Brochet no 21, puis il est inhumé dans l'intimité à Etterbeek.

## Œuvres

### Expositions
- Salon de Gand de 1880 (XXXI) : Une après-midi de printemps et Avant la pluie ; bruyère[8].
- Salon de Gand de 1883 (XXXII) : Les Fagots et La Fin de la journée[9].
- Exposition du cercle Voorwaarts de 1886 (I) : Coupe de bois[10].
- Salon de Bruxelles de 1887 : Le Soir[11].
- Exposition internationale du Jubilé à Adélaïde en 1887 : reçoit une médaille[12].
- Exposition du cercle Voorwaarts de 1888 (II) : des Vues de Campine aux environs de Brasschaat[13].
- Salon d'Anvers de 1888 : Le Soir[14].
- Exposition industrielle de Cologne de 1889 : reçoit une médaille[12].
- Exposition du cercle Voorwaarts de 1889 (III)[15].
- Exposition du Cercle artistique de Bruxelles de 1889 : Nuées d'orage[16].
- Salon d'Anvers de 1891 : Crépuscule d'hiver et Printemps[17]
- Exposition du cercle Voorwaarts de 1892 (V) : Temps orageux[18].
- Salon de Gand de 1892 (XXXV) : Vers le soir et L'Eau qui dort[19].
- Exposition du cercle Voorwaarts de 1893 (VI) : Zélande et Sur le Loing[20].
- Salon de Bruxelles de 1893 : L'Eau qui dort et Le Vieil Escaut à Weert, le soir[21].
- Salon de Gand de 1895 (XXXVI) : Le Vieil Escaut, temps de pluie et La Grande digue à Weert[22].
- Exposition des arts anciens et modernes de Bordeaux en 1895 (XIII) : Vieil Escaut à Weert[23].
- Exposition du Cercle artistique de Bruxelles en 1896 : La Maison du passeur, Temps de pluie sur l'étang, Au Bord de l'étang, Glaçons sur l'Escaut et Dans les dunes à Heyst[24].
- Salon de Bruxelles de 1897 : Passage d'eau sur l'Escaut[25].
- Exposition du Cercle artistique de Bruxelles en 1897 : Bords de l'Escaut[26].
- Salon d'Anvers de 1898 : Passage d'eau sur le Vieil Escaut[27].
- Exposition du Cercle artistique de Bruxelles en 1899 : Soir d'été[28].
- Salon de Bruxelles de 1900 : Le Vieil Escaut à Weert[29].
- Exposition du Cercle artistique de Bruxelles en 1901 (XVII) : Après-midi d'été et Claire matinée dans la bruyère[30].
- Salon de Liège de 1902 : Passage de l'eau sur l'Escaut[31].
- Exposition du Cercle artistique de Bruxelles en 1902 (XIX) : Effet de neige et Les Souches[32].
- Salon de Bruxelles de 1903 : Belle matinée sur l'Escaut[33].
- Exposition du Cercle artistique de Bruxelles en 1903 (XIX) : Temps orageux sur l'Escaut[34].
- Exposition du Cercle artistique de Bruxelles en 1904 : Le Printemps et Les Saules[35].
- Exposition universelle de 1904 à Saint-Louis[12].
- Exposition Hoorickx à la salle Métropole à Bruxelles en 1904[12].
- Exposition du Cercle artistique de Tournai en 1905 : Après-midi calme sur l'Escaut[36].
- Salon de Gand de 1906 (XXXIX) : Belle matinée sur l'Escaut[4].

### Réception critique
En 1908, lorsque Ernest Hooricxk meurt, la critique du quotidien L'Indépendance belge écrit : 

« On a inhumé Ernest Hoorickx, un artiste de talent qui, trop excessivement modeste, n'a point conquis de son vivant la notoriété que ne pourra lui refuser l'avenir. De Théodore Verstraete, il avait hérité ce sentiment poétiquement réaliste qu'il inscrivait dans la plupart de ses pages, pages inspirées surtout par la Campine, par les polders anversois, par la lande brabançonne. Il a chanté ces contrées diverses de son pays avec une émotion délicate, d'une brosse souvent vigoureuse, en des harmonies tendres et mélancoliques. »

### Hommage
Du 9 novembre au 19 novembre 1908, au Cercle artistique de Bruxelles, a lieu l'exposition d'une soixantaine d'œuvres du défunt Ernest Hoorickx. À l'issue de cette rétrospective, le tableau Heuvel, après-midi est acquis par le gouvernement pour être placé dans un des musées de l'État.